# Distrito electoral de Bournemouth East

Ubicación del distrito electoral de Bournemouth East dentro de Dorset.

Bournemouth East es una borough constituency representada en la Cámara de los Comunes del Parlamento del Reino Unido. Ubicada en la porción oriental de Bournemouth, dentro del condado ceremonial de Dorset, elige a un Miembro del Parlamento a través del sistema de escrutinio uninominal mayoritario. 
Ha elegido a Miembros del Parlamentos conservadores desde su creación en 1974 (información de 2008). Actualmente (año 2008), Tobias Ellwood (Partido Conservador) es Miembro del Parlamento por esta circunscripción electoral.

## Miembros del Parlamento
- 1974 — 1977: John Cordle (Partido Conservador)
- 1977 — 2005: David Atkinson (Partido Conservador)
- 2005 — presente: Tobias Ellwood (Partido Conservador)

- Datos: Q1080634
- Multimedia: Bournemouth East (UK Parliament constituency) / Q1080634